# Archaeogomphus hamatus
Archaeogomphus hamatus är en trollsländeart som först beskrevs av Williamson 1918.  Archaeogomphus hamatus ingår i släktet Archaeogomphus och familjen flodtrollsländor. IUCN kategoriserar arten globalt som livskraftig. Inga underarter finns listade i Catalogue of Life.